# Amigos hasta la muerte
Amigos hasta la muerte es una película de comedia dramática hispano-mexicana de 2023 escrita y dirigida por Javier Veiga en su debut como director. Está protagonizada por Veiga, Marta Hazas y Mauricio Ochmann. Está basada en la obra teatral homónima de Javier Veiga.

## Sinopsis
María, Nacho y Suso son tres amigos de toda la vida. Juntos han compartido muchas cosas, quizás incluso demasiadas... Y de repente, dos de ellos tendrán que compartir el secreto de que el otro va a morir. Sin embargo, primero tienen mucho que hacer: planes, promesas, reproches, risas, reconciliaciones, recuerdos, más risas, algunas lágrimas… y algo pendiente que quizás ha llegado el momento de destapar...

## Elenco
Los actores que participan en esta película son:
- Mauricio Ochmann como Nacho
  - Nacho Nugo como Nacho estudiante universitario
- Marta Hazas como María
  - Luna Gallego como María estudiante universitaria
- Javier Veiga como Suso
  - Óscar Allo como estudiante universitario de Suso
- Xosé A. Touriñán como José
- David Amor como David
- Ledicia Sola como Ledicia
- Xoel López como Xoel
- Mela Casal como Doctora Escrigas
- Fele Martínez como Paolo
- Patricia Castrillón como Patri

## Producción
La fotografía principal comenzó en julio de 2022 y finalizó el 16 de septiembre del mismo año en Orense, Galicia.

## Lanzamiento

### Festivales
La película tuvo su estreno mundial el 11 de marzo de 2023, en el 26° Festival de Cine de Málaga, luego se proyectó el 9 de junio de 2023, en el 20° Festival Internacional de Cine de Alicante y el 18 de agosto del mismo año. en el XX Festival de Cine de Comedia de Tarazona.

### Cines
Su estreno comercial estaba previsto para el 15 de septiembre de 2023 en cines españoles, pero se retrasó hasta el 22 de septiembre de 2023.

### Internacional
Su lanzamiento en territorio latinoamericano ocurrió el 15 de agosto de 2023 por medio de Amazon Prime Video.

## Recepción

### Taquillas
La película recaudó 27.000 euros el día de su estreno. A lo largo de su recorrido en salas atrajo a 10.195 espectadores, acumulando 57.099 euros.

### Premios y nominaciones
| Año  | Premio                                        | Categoría              | Candidato              | Resultado | Ref.          |
| ---- | --------------------------------------------- | ---------------------- | ---------------------- | --------- | ------------- |
| 2023 | XX Festival Internacional de Cine de Alicante | Mejor director         | Javier Veiga           | Ganador   | [ 21 ]        |
| 2023 | XX Festival Internacional de Cine de Alicante | Mejor actor            | Javier Veiga           | Ganador   | [ 21 ]        |
| 2023 | Festival Internacional de Cine de Almería     | Mejor ópera prima      | Amigos hasta la muerte | Nominado  | [ 22 ]        |
| 2023 | Festival Internacional de Cine de Ibiza       | La mejor película      | Amigos hasta la muerte | Nominado  | [ 23 ] [ 24 ] |
| 2023 | Festival Internacional de Cine de Ibiza       | Mejor actor            | Javier Veiga           | Nominado  | [ 23 ] [ 24 ] |
| 2023 | Festival Internacional de Cine de Ibiza       | Mejor actriz           | Marta Hazas            | Nominado  | [ 23 ] [ 24 ] |
| 2023 | Festival Internacional de Cine de Ibiza       | Mejor fotografía       | Miguel P. Gilaberte    | Nominado  | [ 23 ] [ 24 ] |
| 2024 | 38.os Premios Goya                            | Mejor canción original | "Eco" – Xoel López     | Nominado  | [ 25 ]        |